# Serapion Fadeev
Serapion Fadeev (n. 27 mai 1933, Moscova, RSFS Rusă, URSS – d. 19 noiembrie 1999, Tula, Regiunea Tula, Rusia) a fost un episcop ortodox rus.
În 1969 a absolvit școala medie din satul natal și a intrat la Școala tehnico-profesională, care a absolvit-o în 1970. Între 1970 și 1973 și-a satisfăcut serviciul militar în termen la Flota Mării Negre. După trecerea în rezervă a îndeplinit funcția de ipodiacon pe lângă Catedrala Adormirii Maicii Domnului din orașul Smolensk, fiind în același timp și secretar – funcționar al Direcției Eparhiale Smolensk. La 22 mai 1974, de sărbătoarea „Mutării Moaștelor Sfântului Nicolae”, a fost hirotonit în treapta de diacon la Catedrala „Adormirii Maicii Domnului” din Smolensk, de către episcopul Smolenskului și Veazmei Teodosie (Proțiuk), ca celibatar (necăsătorit), și lăsat pentru serviciu la catedrală. La 22 mai 1976 a fost hirotonit de către același episcop în treapta de preot și numit paroh-adjunct la Catedrala „Adormirii Maicii Domnului” din orașul Smolensk.